# Klondike, Yukon
Klondike ili Tr’ondëk (Han jezik za „voda od kamena”), poznat i kao Klondike Fields, je regija na teritoriju kanadske pokrajine Yukona, u sjeverozapadnoj Kanadi. Prostire se oko rijeke Klondike, male rijeke koja se ulijeva u rijeku Yukon s istoka kod Dawson Cityja. Područje je samo neformalna geografska regija i nema nikakvu administrativnu funkciju.
Klondike je poznat po zlatnoj groznici na Klondikeu, koja je započela 1896. i trajala do 1899. godine. Od tada se zlato u tom području neprestano iskopava, osim stanke krajem 1960-ih i početkom 1970-ih.
Godine 2023. kulturni krajolik Tr'ondëk-Klondikea upisan je na UNESCO-ov popis mjesta svjetske baštine u Sjevernoj Americi zbog svjedočanstva o prilagodbi naroda Tr'ondëk Hwëch'in europskoj kolonizaciji koja je započela krajem 19. stoljeća.

## Povijest
Narod Tr'ondëk Hwëch'in neprekidno je naseljavao regiju Klondike više od 9000 godina, a europski trgovci počeli su pristizati u regiju sredinom 19. stoljeća. 
Naziv Klondike razvio se od naziva koje su koristila lokalna atabaskanska plemena iz jezične podskupine Kutchin-Han, Han Tr'ondëk , i kutchinske riječi Throndiuk (čitaj Tron-dijuk) za rijeku Klondike. Ranim tragačima za zlatom bilo je preteško ispravno izgovoriti riječ Prvih naroda, pa je „Klondike” rezultat iskvarenja. 
Godine 1874. osnovana je prva trgovačka postaja na Klondikeu, Fort Reliance. Ubrzo nakon toga, 1876. godine, donesen je „Zakon o Indijancima” (bez pregovora s domorocima), kojim je ograničena mogućnost  da nastave svoje kulturne prakse i žive na svojim izvornim zemljama. Ovaj zakon i otkriće plemenitih metala u tom području doveli su do stalnog porasta dolaska kolonista tijekom 1880-ih, a 1893. godine osnovano je prvo trajno neautohtono naselje,  Ch'ëdähdëk (Forty Mile), na mjestu drevnog lovišta domorodačkih stanovnika. Kada je 1896. godine u blizini otkriveno zlato, osnovano je nekoliko gradova u procvatu, a krajolik oko Klondikea transformirao se u industrijsko središte. Gotovo 30 000 ljudi stiglo je u Dawson City tijekom sljedećih nekoliko godina. Tr'ondëk Hwëch'ini bili su prisiljeni preseliti se nizvodno u predački logor zvan Moosehide, koji je postao središte autohtone zajednice do 1950-ih.
Nakon što je Zlatna groznica na Klondikeu završila krajem 20. stoljeća, mnogi od gradova u procvatu brzo su postali gradovi duhova, ali Dawson City je ostao glavni grad Yukona do 1953. godine (kada je glavni grad preseljen u Whitehorse).

## Odlike
Rijeka Klondike teče uglavnom u zapadnom smjeru. Potoci koji sadrže zlato, u kojima su pronađena najbogatija nalazišta, utječu u nju iz planinskih lanaca na jugu. 
Tr'ondëk-Klondike sadrži arheološke i povijesne izvore koji odražavaju prilagodbu autohtonog stanovništva neviđenim promjenama uzrokovanim zlatnom groznicom na Klondikeu krajem 19. stoljeća. Serija od 8 lokaliteta predstavljaju različite aspekte kolonizacije ovog područja, uključujući mjesta razmjene između autohtonog stanovništva i kolonista te mjesta koja pokazuju prilagodbe Tr'ondëk Hwëch'ina kolonijalnoj prisutnosti:
- Fort Reliance: prva trgovačka postaja na Klondikeu, izgrađena 1874. godine.
- Ch'ëdähdëk (Forty Mile): Tradicionalno mjesto za lov i najstarije europsko naselje na Yukonu, koje je napušteno tijekom obližnje zlatne groznice na Klondikeu.
- Ch'ëdähdëk Tth'än K'et (groblje Dënezhu): groblje prvih naroda s otprilike 22 groba.
- Fort Cudahy i Fort Constantine: utvrde osnovane 1893. i 1895. godine, a napuštene ubrzo nakon toga.
- Tr'ochëk: tradicionalni ribarski kamp
- Dawson City: glavni grad i industrijsko središte Yukona tijekom zlatne groznice na Klondikeu.
- Jëjik Dhä Dënezhu Kek'it (Moosehide): Važno okupljalište Prvog naroda Tr'ondëk Hwëch'in i mjesto gdje su se preselili tijekom europske ekspanzije.
- Zra¸y Kek'it (): arheološko nalazište i napušteno naselje starosjedilaca korišteno u 19. stoljeću kako bi se iskoristila trgovina s priljevom europskih kolonista.

- Dolina potoka Hunker, Klondike
- Selo Moosehide
- Ceremonija zatvaranja Okupljanja Tr'ondëk Hwëch'ina u Mooshideu 2018.
- Forty Mile viđen s rijeke Yukon
- Zgrada kraljevske konjičke policije, Forty Mile
- Klanac rijeke Klondike
- Rijeka Klondike
- Teritorijalni park Tombstone
- Dawson City na ušću Klondikea u Yukon danas
- Povijesne zgrade u Dawson Cityju
- Koliba Jacka Londona u Dawson Cityju